# Kredittid
Kredittid är den tid en kredit löper. Det kan vara den tid inom vilken ett lån (penninglån) ska återbetalas, en faktura ska betalas eller ett avbetalningsköp ska vara slutbetalt.